# 1907 في سويسرا
فيما يلي قوائم الأحداث التي وقعت خلال عام 1907 في سويسرا.

## رياضة
- 4 أغسطس – سباق طواف فرنسا 1907 الفائزون غوستاف جريجو، إميل جورجيت، لوسيان بوتي-بريتون.

## مواليد

### يناير
- 1 يناير – إريك شميد
- 1 يناير – سوزان بلوخ موسيقية أمريكية.

### مارس
- 23 مارس – دانيال بوفه عالم أدوية إيطالي سويسري.

### أبريل
- 10 أبريل – فرانز ريدج طبيب سويسري.

### يونيو
- 18 يونيو – فريجوف شوان فيلسوف سويسري.
- 19 يونيو – جورج دي ميسترال مهندس سويسري.

### أغسطس
- 24 أغسطس – برونو جياكوميتي مهندس معماري سويسري.

### سبتمبر
- 21 سبتمبر – يوجين ماك لاعب جمباز فني سويسري.
- 29 سبتمبر – هانز مارتن سوترمايستر

### أكتوبر
- 8 أكتوبر – فيرنان جاكار لاعب كرة قدم سويسري.

### نوفمبر
- 3 نوفمبر – فرانك سيشييه لاعب كرة قدم سويسري.

## وفيات

### أبريل
- 6 أبريل – برنهارد همر (مواليد 1822) سياسي سويسري.

### مايو
- 21 مايو – لودفيغ فيشر (مواليد 1828) عالم نبات سويسري.
- 30 مايو – أرنولد سوترمايستر (مواليد 1830)